# Giovanni Aldini
Giovanni Aldini (født 10. april 1762, død 17. januar 1834) var en italiensk fysiker fra Bologna. Hans bror var statsmanden, grev Antonio Aldini (1756-1826), og han var nevø af Luigi Galvani, hvis arbejde om muskulær elektricitet han redigerede med fodnoter i 1791.

## Arbejder
Hans videnskabelige arbejde omhandlede hovedsageligt "galvanisme" (dvs. sammentrækning i en muskel ved elektrisk stimulering;  opkaldt efter Luigi Galvani), anatomi og dets medicinske anvendelser, konstruktion af og belysning i fyrtårne, samt eksperimenter med at redde menneskeliv og genstande fra at blive ødelagte i brand. Han skrev på fransk og engelsk udover sit modersmål italiensk.
Aldini var den første til at give psykisk syge elektrochok. I 1801 opdagede han, at han kunne kurere, hvad han kaldte "melankolsk galskab" hos patienter. Han udsøgte sig de mest forpinte, der i dag var blevet diagnosticerede med lidelser som skizofreni, manisk-depressiv sygdom eller svær depression. Hans behandling var til stor hjælp for mange, og benyttes stadigvæk.  Også dyb hjernestimulering med strøm, der nu benyttes mod kroniske smerter, Parkinsons sygdom, essentiel tremor, muskelspændinger og Tourettes syndrom  skyldes for en stor del Aldinis arbejde. 
Kejser Franz Joseph 1. af Østrig-Ungarn udnævnte ham for disse bedrifter til ridder af Jernkronen og til byråd i Milano,  hvor Aldini døde i 1834.

## Inspiration for Frankenstein
Aldini blev sagt at være et forbillede for videnskabsmanden Victor Frankenstein i gyserhistorien Frankenstein af Mary Shelley i 1818. Han var overbevist om rigtigheden i sin onkels teori om galvanisme, og at strøm muligvis kunne genoplive afdøde.  Hans påskud for nærmere at studere det, man kaldte "galvanisk genoplivelse", var at hjælpe nyligt druknede tilbage til livet. Efter engelsk lov af 1751/2 kunne hængte forbrydere ikke begraves, og deres lig blev ofte benyttet til videnskabelige eksperimenter.  For at overbevise den britiske regering om sine planers hensigtsmæssighed, viste Aldini til sine erfaringer med to halshuggede mænd i Bologna i 1802, som han havde fået til at skære grimasser. 17. januar 1803 blev George Forster (eller Foster) henrettet ved hængning i Newgate i London og påfølgende dissektion.  Han havde tilstået at have druknet sin kone og sit yngste barn i Paddington-kanalen. Forsters lig blev fragtet til et hus i nærheden, hvor professor Aldini udsatte den afdøde for "den galvaniske proces". Da Aldini ved hjælp af et batteri førte strøm til Forsters ansigt, "begyndte kæben at skælve, de tilstødende muskler blev frygteligt fordrejede, og hans venstre øje åbnedes faktisk." Som forestillingens højdepunkt tilkoblede Aldini Forsters endetarmsåbning, hvad der fik hans knytnæve til at slå i luften som i raseri, og fik hans ben til at sparke og hans ryg til at spændes i en bue.  En hr Pass fra kirurgernes forening, der var til stede under eksperimentet, blev så skrækslagen, at han døde kort efter sin hjemkomst.  Pressen rapporterede, at "et tændt lys foran hans mund blev flere gange slukket...Han kunne være vækket til live igen, hvis mange ydre omstændigheder ikke havde anset dette som upassende." Senere eksperimenter blev udført på oksehoveder, døde hunde og endnu et menneskelig, der sagdes at have leet og gået omkring. Efterhånden skabte dette så megen forargelse, at eksperimenterne blev forbudt, og Aldini tvunget til at forlade England i 1805. 